# (500484) 2012 TC254
(500484) 2012 TC254 es un asteroide perteneciente al cinturón de asteroides, descubierto el 28 de julio de 2011 por el equipo del Siding Spring Survey desde el Observatorio de Siding Spring, Nueva Gales del Sur, Australia.

## Designación y nombre
Designado provisionalmente como 2012 TC254.

## Características orbitales
2012 TC254 está situado a una distancia media del Sol de 3,192 ua, pudiendo alejarse hasta 3,803 ua y acercarse hasta 2,581 ua. Su excentricidad es 0,191 y la inclinación orbital 14,67 grados. Emplea 2083,04 días en completar una órbita alrededor del Sol.

## Características físicas
La magnitud absoluta de 2012 TC254 es 16. 